# 4143 Huziak
4143 Huziak este un asteroid din centura principală, descoperit pe 29 august 1981, de Laurence Taff.